# Nannophryne
A  Nannophryne a kétéltűek (Amphibia) osztályába, a békák (Anura) rendjébe és a varangyfélék (Bufonidae) családjába tartozó nem.

## Előfordulásuk
A nem fajai a Peruban, Chilében és Argentínában honosak.

## Rendszerezés
A nembe az alábbi fajok tartoznak:
- Nannophryne apolobambica (De la Riva, Ríos, & Aparicio, 2005)
- Nannophryne cophotis (Boulenger, 1900)
- Nannophryne corynetes (Duellman & Ochoa-M., 1991)
- Nannophryne variegata Günther, 1870